# Metilotrofo

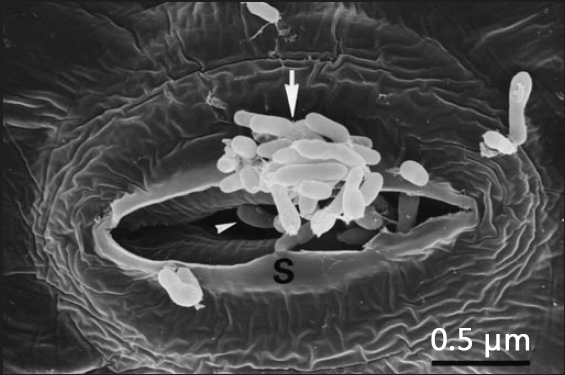
Los metilotrofos son una forma de metabolismo microbiano especializado que se encuentra en diversos grupos de bacterias y arqueas. Estos organismos tienen la capacidad de oxidar o utilizar los compuestos orgánicos que contienen metilo como sustrato principal para su crecimiento y metabolismo.

Los metilotrofos son un grupo diverso de microorganismos que pueden utilizar compuestos reducidos de un solo átomo de carbono, tales como el metanol, o metano, como fuente de carbono para su crecimiento; y compuestos formados por múltiples carbonos que no contienen enlaces carbono-carbono, tales como el dimetil éter y la dimetilamina. Este grupo de microorganismos también incluye a aquellos capaces de asimilar compuestos de un único carbono a partir del dióxido de carbono utilizando la ruta de la ribulosa bisfosfato. Estos organismos no deben ser confundidos con los metanógenos, los cuales, por el contrario producen metano como subproducto de varias fuentes de un único carbono tales como el dióxido de carbono.
Algunos metilotrofos pueden degradar el gas de efecto invernadero metano, y en este caso se los llama metanotrofos. El metanotrofo Methylococcus capsulatus se utiliza para degradar el metano y otros contaminantes.
La abundancia, pureza y bajo precio del metanol comparado con los azúcares más comúnmente utilizados, hacen de los metilotrofos unos organismos sumamente competentes para la producción de aminoácidos, vitaminas, proteínas recombinantes, coenzimas y citocromos.

## Microbiología general
Los organismos metilotróficos son capaces de crecer a expensas de uno o más de los compuestos utilizados típicamente por los metófilos, pero no pueden hacer uso del metano. Los metilotrofos son un grupo diverso, que incluye tanto bacterias Gram-negativas como Gram-positivas. Ninguno de ellos forma estructuras de resistencia tales como exoesporas y quistes y ninguno de ellos posee los complejos sistemas membranosos intracelulares que caracterizan a los metanotrofos que crecen a expensas del metano.
Hay dos subgrupos:
1. - Metilotrofos obligados.
2. - Metilotrofos facultativos.

## Metilotropos obligados
Se conoce un único metilotrofo obligado. Es un organismo Gram-negativo, con forma de bastón, polarmente flagelado y capaz de un rápido crecimiento en metanol. Algunas cepas pueden utilizar además formaldehído o metilaminas. El carbono se asimila via la ruta de la ribulosa monofosfato.

## Metilotropos facultativos
Es una característica con una relativamente alta distribución entre las bacterias heterotróficas. Podría ser común también entre los quimioautótrofos: varios tiobacilos y bacterias nitrificantes pueden llevar a cabo la asimilación del CO
2 por medio del ciclo de Calvin-Benson oxidando formiato.
Ejemplos de metilotrofos:
- Género Methanosarcina

- Methylococcus capsulatus

- Pichia pastoris